# ガーハート サイクルプレーン
ガーハート サイクルプレーン（Gerhardt Cycleplane）は、1920年代に製作されたアメリカ合衆国の人力飛行機である。自動車で牽引されて浮上させられて、離脱後しばらく安定した飛行を行った。オハイオ州、デイトンのマーコック基地のフレデリック・ガーハートが設計し、基地の試験飛行のスタッフが組み立てた。
1923年にミシガン大学の航空工学部長のフレデリック・ガーハート（Dr. W. Frederick Gerhardt）が基地の空気力学の業務の合間に設計した。当時、基地の技術者やテスト担当者によっていくつかの非公式なプロジェクトが行われていたうちのひとつであった。人力だけで、安定した水平飛行を行うことが目的であった。
製作は組立てたメンバーの資金でまかなわれ、始め組立ては隠れて行われたが、後に最終組立てと格納のためのハンガーが与えられた。サイクルプレーンは7葉の狭い翼を持ち、木製と羽布はりの胴体に2葉の翼が取り付けられ上部に4mほどの高さまで5枚の羽が並べられた。パイロットは2枚羽のプロペラをペダルで駆動した。
最初の飛行は1923年7月に行われ、最初の飛行は自動車で牽引されて浮上した後、切り離された。その後、しばらく安定した水平飛行をすることができた。人力による離陸も試みられたが、60cmの高さで6mのジャンプができただけであった。
飛行の様子はニュースに取られて有名になった。奇妙な7葉の飛行機が、地上に崩れる様子が記録されている。